# Iodophanus verrucosporus
Iodophanus verrucosporus är en svampart som först beskrevs av P.W. Graff, och fick sitt nu gällande namn av Kimbr., Luck-Allen & Cain 1969. Iodophanus verrucosporus ingår i släktet Iodophanus och familjen Pezizaceae.   Inga underarter finns listade i Catalogue of Life.